# Jacob Zuma
Jacob Gedleyihlekisa Zuma (ur. 12 kwietnia 1942 w Nkandla w prowincji KwaZulu-Natal) – południowoafrykański polityk, wiceprezydent Republiki Południowej Afryki w latach 1999–2005, przewodniczący Afrykańskiego Kongresu Narodowego (ANC) w latach 2007–2017, prezydent Republiki Południowej Afryki od 9 maja 2009 do 14 lutego 2018.

## Życiorys
W wieku 5 lat został osierocony przez ojca, z zawodu policjanta. Nie uzyskał formalnego wykształcenia. Wcześnie zaangażował się w działalność polityczną, w 1959 r. został członkiem ANC; od 1962 r. należał także do militarnego skrzydła zakazanego już wówczas ANC – Umkhonto we Sizwe. W 1963 r. wraz z grupą 45 rekrutów tej organizacji został aresztowany i skazany na 10 lat więzienia; wyrok odbywał równolegle z Nelsonem Mandelą. Po zwolnieniu organizował podziemne struktury ANC w prowincji Natal, a w 1975 r. wyjechał z RPA.
Kontynuował działalność w ANC na emigracji, początkowo w Suazi, następnie w Mozambiku, a od 1987 r. w Zambii; w 1977 r. został członkiem kierownictwa ANC. Po zniesieniu zakazu działalności ANC w lutym 1990 r. był jednym z pierwszych przywódców, którzy powrócili do kraju. Od tego roku kierował strukturami partyjnymi Kongresu w regionie Natal Południowy, a od 1991 r. był zastępcą sekretarza generalnego. W 1994 r. został nominowany przez partię na kandydata do stanowiska premiera rządu stanowego KwaZulu Natal, nie zdobył teki premiera, ale wszedł w skład gabinetu koalicyjnego ANC z Partią Inkatha. Od grudnia 1997 r. pełnił funkcję zastępcy przewodniczącego ANC. Brał udział w negocjacjach pokojowych w Burundi, prowadzonych przez prezydenta Ugandy Yoweri Museveniego.
W czerwcu 1999 r. został wybrany na wiceprezydenta RPA; uchodził za potencjalnego następcę Thabo Mbekiego, ale jego karierę polityczną przerwał proces korupcyjny Schabira Shaika, biznesmena i doradcy finansowego Zumy. 2 czerwca 2005 r. Shaik został uznany winnym korupcji i skazany na 15 lat więzienia; niespełna dwa tygodnie później wiceprezydent Zuma, którego kontakty ze skazanym biznesmenem jeden z sędziów określił jako korupcjogenne, otrzymał dymisję z rąk Thabo Mbekiego. W 2006 r. był oskarżony o gwałt, ale został uniewinniony z braku dowodów.
18 grudnia 2007 r. na kongresie ANC został wybrany na stanowisko przewodniczącego partii, pokonując prezydenta Mbekiego – cztery tygodnie wcześniej umorzono oskarżenie o korupcję, do czego przyczyniło się rozwiązanie jednostki policyjnej prowadzącej śledztwo i wymiana prokuratora generalnego.

### Prezydentura (2009–2018)
W wyborach parlamentarnych w kwietniu 2009 r. Afrykański Kongres Narodowy odniósł zwycięstwo, torując w ten sposób Zumie drogę do prezydentury. 6 maja Zuma został wybrany przez członków parlamentu na nowego prezydenta kraju. 9 maja odbyła się oficjalna ceremonia zaprzysiężenia prezydenta. Krótko przed objęciem prezydentury zadeklarował zmianę podejścia władz do kwestii epidemii wirusa HIV – jego poprzednik Thabo Mbeki zaprzeczał istnieniu wirusa HIV. Zmiana w podejściu do HIV była jednym z nielicznych osiągnięć jego prezydentury, bowiem bardzo szybko zaczął wykorzystywać wpływy do bogacenia się i opłacania zaufanych współpracowników. Równocześnie bardzo sprawnie zarządzał własną partią, tłumiąc wszelkie głosy krytyki i usuwając nieposłusznych działaczy. 7 maja 2014 r. Zuma uzyskał reelekcję na stanowisku prezydenta.
14 lutego 2018 r. ustąpił ze stanowiska głowy państwa w obliczu groźby wszczęcia przeciwko niemu przez parlament procedury impeachmentu.

### Aresztowanie
29 czerwca 2021 został skazany na 15 miesięcy więzienia za obrazę sądu, po tym jak podczas swojej prezydentury nie stawiał się na procesy w sprawie korupcji. Sąd Konstytucyjny nakazał stawić się na policji w ciągu pięciu dni od ogłoszenia wyroku. Ostatecznie oddał się w ręce policji 7 lipca, a cały proces i wyrok porównał do czasów apartheidu.
Aresztowanie byłego prezydenta wywołało duże niezadowolenie wśród jego zwolenników, które przerodziło się w zamieszki. W prowincjach KwaZulu-Natal i Gauteng zginęły co najmniej 72 osoby – większość z ofiar została zadeptana przez tłum plądrujący centra handlowe.
We wrześniu 2021 Sąd Konstytucyjny Republiki Południowej Afryki odrzucił petycję Zumy o unieważnienie wyroku skazującego go na 15 miesięcy więzienia za obrazę wymiaru sprawiedliwości. Karę miał odbywać w mieście Estcourt. W sierpniu 2023 roku został ułaskawiony przez prezydenta Cyrila Ramaphosę.

## Życie prywatne
Jest poligamistą – ma cztery żony i 21 dzieci (miał jeszcze dwie inne żony – jedna popełniła samobójstwo, z drugą jest rozwiedziony). Ma opinię skandalisty i populisty.